# 3x4
3×4 va ser un concurs de televisió emès en directe per Televisió Espanyola, per al circuit català en 1987, i en la Primera Cadena entre l'11 de gener de 1988 i el 14 de setembre de 1990 (durant un temps es va emetre per la Segona Cadena per a rellançar aquest canal), sempre des dels estudis de Sant Cugat del Vallès a Barcelona, amb direcció de Sergi Schaaff i Josep Maria Vidal. Un bon nombre de programes es va gravar en els Estudis Ideal, del carrer Wad Ras (avui Dr. Trueta) de Barcelona. El títol feia referència a les proporcions d'una pantalla de televisió de l'època, 3 d'alt per 4 d'ample. El programa es desenvolupava en directe, excepte certes entrevistes i actuacions d'artistes convidats, que es gravaven amb antelació.

## Equip

### Presentadors
Després d'una etapa inicial del programa per a Catalunya en la que el programa era un magazín amb seccions com a taller d'estètica, consultori de cuina, sèries i algun concurs, l'11 de gener de 1988 el programa va passar a emetre's per a tot Espanya amb un format que barrejava concurs i magazín. Una presentadora conduïa el programa de manera relaxada al llarg dels 60 minuts de durada. La seva missió consistia a plantejar-li jocs al concursant, realitzar les entrevistes, donar pas als vídeos sol·licitats pels espectadors, atendre els concursants del Tauler de la sort, etc. El programa es va emetre ininterrompudament, per la qual cosa en èpoques vacacionals la presentadora era substituïda per un presentador suplent.
- Jordi Hurtado (per a Catalunya, 1986-1987)
- Julia Otero (1988-1989)
- Constantino Romero (suplent estiu 1988, del 1/08/1988 al 31/08/1988)
- Isabel Gemio (1989-1990)
- Jordi González (suplent gener 1990 i estiu 1990, del 18/06/1990 al 13/07/1990)
- Xavier Ubach (veu en off 1988-1990; suplent durant una baixa mèdica d'Isabel Gemio el dia 30/05/1990)

### Assistents de la presentadora
El programa va comptar per regla general amb dues hostesses o assistents de la presentadora la comesa de la qual era acompanyar als concursants en la seva entrada o sortida del programa, girar les caselles en el tauler de la sort, acostar objectes necessaris per a les proves, mostrar els premis que s'emportaven els concursants o recordar els apartats de correus als quals havien d'escriure els espectadors per a les diferents seccions del programa. A aquest últim respecte, es va fer famosa la frase ganxo "zero vuit zero vuitanta", corresponent al codi postal de Barcelona. María i Arantxa van ser les hostesses de l'etapa de Julia Otero i amb el canvi de presentadora van arribar Silvia i Mapi a l'abril de 1989 com a hostesses d'Isabel Gemio. La fatalitat va voler que Silvia morís a l'octubre d'aquest mateix any en un accident de cotxe i Mapi va romandre com a única hostessa del programa. Mesos després el programa va incorporar a un noi, Roberto, assegurant que Silvia era insubstituïble. Ja en l'etapa final del programa, Roberto va abandonar l'espai i el seu lloc va ser ocupat per Belén.
- María Turner (1988-1989)
- Arantxa (1988-1989)
- Silvia Rullán (1989)
- Mapi Rodríguez (1989-1990)
- Roberto Julián (1989-1990)
- Belén Quílez (1990)

### Comodins
Per a compensar els errors del concursant, aquest disposava de diversos comodins en funció dels punts que necessités per a aconseguir el seu premi. Al llarg de la història del programa va haver-hi dues persones encarregades de llançar els comodins.
- Susana Egea (1988-1990)
- Sergio C. Martínez (1990)

## Història
3×4 (Tres per quatre) va començar a emetre's el 13 de gener de 1986 en el circuit català de TVE, just el dia que arrencava la programació matinal a Espanya. Va comptar amb la presentació de Jordi Hurtado i s'emetia per TVE 1 de 12.35 a 13.30. Era un magazín amb diverses seccions fixes i incloïa, a més, el capítol d'una sèrie. Entre les sèries que es van emetre, destaquen El vividor, Anna Karenina o La Barnice es talla els cabells.
El salt del programa a les emissions estatals, ja com Tres por cuatro, es va produir el gener de 1988 i arran d'això, va aconseguir fer-se popular en tot el país. S'emetia de dilluns a divendres de 13.30 a 14.30 en TVE 1 amb el format de concurs-magazín. Al principi, segons declaracions de Julia Otero per a la revista Tele Indiscreta en 1988, no tenien decidit fins a l'últim moment el nom definitiu de l'espai i s'havia pensat en Y, además, un coche. Tal va ser el retard a decidir el seu nom definitiu que, en la seva primera setmana d'emissió, encara que TVE va facilitar a la revista Tele Indiscreta els continguts, estructura i funcionament de l'espai, no va poder facilitar el títol i aquesta va haver de tancar la seva edició anunciant-lo en les seves pàgines de programació amb el títol genèric de 'Concurso' (La revista en aquella època, sense contraprogramació, tancava la seva edició un divendres oferint la graella de la programació a partir del dissabte de la setmana següent). Després de la decidir el seu nom definitiu, el títol provisional de Y, además, un coche va passar a ser conegut com l'eslògan del concurs.
En el primer programa, per a il·lustrar el mecanisme del concurs, es van mostrar imatges pregrabades d'un concursant fictici, Juanjo Cardenal i l'endemà, amb motiu de l'emissió del segon programa, el primer concursant del programa va resultar ser Constantino Romero mentre que es va comptar amb la presència telefònica de Javier Sardà emulant al Senyor Casamajor com primer concursant del Tauler de la Sort. En aquella edició, el valor econòmic dels premis del programa es va cedir al cottolengo del pare Jacint Alegre de Barcelona.
L'espai 3x4 va servir per a llançar a la fama Julia Otero, primera presentadora de la versió per a tot Espanya, que es va convertir en una de les cares més carismàtiques de la cadena, presentant un programa de sobretaula, cosa insòlita per a l'època. Gràcies a aquest programa Julia va guanyar un TP d'Or a la millor presentadora de 1988. Julia Otero compaginava aquest programa amb un magazín d'entrevistes per al circuit català titulat La lluna. L'abril del 1989, TVE va decidir passar el programa a la televisió nacional per a la nit dels dimarts en directe. Aquest nou horari li feia impossible continuar al capdavant de 3×4, per la qual cosa es va veure obligada a abandonar-lo. Així, Julia Otero, emocionada pel comiat, donaria l'alternativa a Isabel Gemio el 4 d'abril de 1989 en un lliurament que començaria presentant Julia i, després de la presentació d'Isabel, conclouria presentant aquesta última. Esta presentadora también sería lanzada a nivel nacional gracias a 3×4.
El 30 d'octubre de 1989 va passar a emetre's de 14.00 a 15.00 per TVE 2, dins d'una estratègia plantejada per TVE per a reforçar la programació de la segona cadena de cara a la imminent irrupció de les televisions privades. A partir de la primavera de 1990 el concurs va tornar a TVE 1 amb canvi d'horari, a les tardes, de 19.30 a 20.30.
Durant l'etapa d'Isabel Gemio es van produir els primers canvis importants en el plató i, sobretot, en la sintonia, i més tard, amb ella al capdavant, es passaria a les tardes l'horari d'emissió. El canvi d'horari i l'arribada de les privades van perjudicar el programa, que va iniciar una ràpida decadència.
Un últim presentador, el llavors desconegut Jordi González, passaria pel programa, pocs mesos abans que el concurs toqués a la seva fi. A diferència de les seves predecessores, pel poc temps que va passar entre el seu debut i comiat, ja que només va estar en el programa per a substitucions temporals d'Isabel Gemio al gener i juny de 1990, i pel descens d'audiència del programa, 3×4 no va significar el llançament de Jordi González, que va haver d'esperar a treballs posteriors per a aconseguir la fama de la qual gaudeix avui dia.
L'última emissió de "3x4" va tenir lloc el 14 de setembre de 1990 i va ser una emissió especial sense concursant en la qual Isabel Gemio va entrevistar tres dones de gran popularitat en aquell moment: Julia Otero, Mercedes Milá i Rocío Jurado.

## Estructura

### Els punts
El programa era una atípica mescla de concurs i magazín. Per a concursar calia escriure una carta en la qual, a més de les dades personals, s'indiqués clarament un premi que li agradaria guanyar, podent triar qualsevol cosa que se li ocorregués. Va haver-hi gent que va demanar des d'un set de micròfons sense fils fins a una caravana, passant per un viatge de fi de curs per als seus alumnes, una sèrie completa d'uniformes per a una banda de música, un joc complet de pesos de gimnàs o fins i tot un quadre del pintor Modest Cuixart.
De resultar escollit, el concursant entraria en plató i es col·locaria assegut després d'un faristol. Depenent del valor econòmic del regal escollit, se li assignaria una valoració en punts. En el faristol del concursant es reflectiria a un costat el nombre de punts necessari per a guanyar el premi. El marcador era de dues xifres, per la qual cosa poques vegades es va superar la xifra de 99 punts, i la mitjana estava molt per sota, solia anar entre 12 i 25 punts. No obstant això, a vegades la xifra podia ser superior o inferior a aquestes xifres, i fins i tot a vegades, molt estranyes, es van necessitar més de 100 punts per a aconseguir el premi, moments en els quals un rètol se sobreimpressionava sobre el marcador per a suplir la limitació de dues xifres. A l'altre costat del faristol, un altre marcador indicava els punts que havia obtingut fins al moment. No obstant això, en els programes previs abans de prendre la decisió de fer aparèixer el rètol amb la sobreimpressió, simplement una hostessa col·locava una cartolina amb el número '100' escrit al costat del marcador.
Per a aconseguir acumular punts, calia anar superant les proves i preguntes que li proposés el programa. Aquests reptes vindrien de dos camins: les consultes i el panell de jocs. Solia alternar-se una consulta i una prova de panell al llarg del programa. La superació de cada prova solia valer 1 o 2 punts. Si aconseguia tots els punts, moment en el qual els dos marcadors s'igualaven, a més de guanyar el premi triat, el concursant passaria a les proves del cotxe.
El concursant es quedaria tants programes com fora necessari fins que guanyés els premis o bé fos eliminat. En el mateix moment en què conclogués el seu pas pel programa en l'un o l'altre sentit, era substituït per un nou concursant. L'estructura estava feta de tal forma que ningú s'anava del programa de buit, tots els que participaven en 3×4 s'emportaven algun premi, fos el que fos el rumb que prenguessin en la competició, i de la mateixa forma tots optaven a guanyar un cotxe, guanyessin o perdessin en el concurs principal.

### Els comodins
Segons el nombre de punts que costés el premi, se li assignava al concursant una quantitat de comodins, que permetien al concursant fallar en una prova, gastant amb això un comodí i guanyant la puntuació corresponent a si hagués guanyat. Si el concursant arribava a la situació de quedar-se sense comodins i fallava una vegada més, quedava eliminat del concurs, i se li permetia jugar al Tauler de la Sort.
Es va fer famosa Susana Egea com la noia que tirava sota els comodins, en forma de cartes gegants que li tapaven fins a la cara. Apareixia amb alguna mena de disfressa lleugerament picant si és que el concursant perdia l'últim d'aquests, i era un esdeveniment el moment de la pèrdua de l'últim comodí saber de què aniria disfressada en aquella ocasió. Susana va abandonar el programa en 1989, i va ser substituïda per Sergio C. Martínez, un actor disfressat d'arlequí que tirava o trencava cartes comunes i es trobava en directe en plató cada dia en els llocs més recòndits. Aquest últim no va aconseguir la repercussió de Susana.
Mai van explicar com era la norma exacta per a determinar quants comodins atorgaven al concursant, però més o menys sempre tenien un comodí per cada cinc o sis punts que fossin necessaris per a aconseguir el regal.

### Les consultes
Els espectadors podien fer preguntes sobre el tema que volguessin al programa. Podien fer-ho per carta o bé trucant al contestador automàtic. Contestant aquestes consultes, el programa emetia reportatges sobre el tema, o feia una entrevista a un expert o personatge famós relacionat, o bé emetien un vídeo o actuació musical si la consulta era sobre un cantant o grup.
Una vegada conclosa l'entrevista, reportatge o actuació, una veu en off li formulava al concursant una pregunta relacionada amb el que havia vist o oïda. Calia tenir molt bona observació i memòria i estar atent a tot per a poder contestar correctament i guanyar la puntuació corresponent.
A cada consultant se li assignava un número en el moment de l'entrada de la consulta. Amb els números de tots els consultants que haguessin entrat al programa en un mes, se sortejava en el primer programa del mes següent un cotxe.

### El panell de monitors
Després del presentador hi havia un panell amb nou monitors numerats. Darrere de cadascun d'aquests nou monitors s'amagava un petit joc que el concursant haurà de superar per a obtenir punts. Una vegada oberta una casella, es quedava oberta fins que les nou caselles s'haguessin obert, o bé es canviés de concursant, moment en el qual s'estrenaria un nou panell.
Els jocs eren molt variats i de diferents classes, i solien requerir que el concursant mirés a una pantalla situada a la seva esquerra per a veure el maneig. Podien ser refranys amb fugides de vocals, trobar el que s'ha repetit en una sèrie de coses aquestes pel presentador, trobar les set diferències entre dues imatges, etc. Eren jocs típics d'una pàgina de passatemps.

### Les proves del cotxe
En el moment en què el concursant obtingués tots els punts i, per tant, guanyés el premi triat, se li faria passar una prova el premi final de la qual era un cotxe. Tenia dues oportunitats, la prova dels tres telèfons, i si la fallava, la prova de la ruleta.

#### La prova dels tres telèfons
Al concursant se li formulava una pregunta d'elevada dificultat relacionada amb una localitat espanyola concreta. Per a poder respondre-la, comptaria amb l'ajuda de tres telèfons, amb els quals podria fer una única trucada a cadascun, es comptava com trucada només si l'altra persona agafava el telèfon; si comunicava se li permetia tornar a telefonar al mateix número o a qualsevol altra part.
Comptava també amb l'ajuda de totes les guies de telèfons i Pàgines Grogues d'Espanya, col·locades en una prestatgeria sota els telèfons. Tindria un minut d'avantatge per a consultar a qui trucar, i després tindria set minuts perquè algú a l'altre costat del telèfon li donés la resposta correcta a la pregunta. Si ho aconseguia, guanyaria el cotxe. En cas contrari passaria a la següent prova.

#### La prova de la ruleta
En cas de fallar la prova dels tres telèfons, es posava al concursant enfront del panell de monitors, i hi començaven a desfilar a tota velocitat diferents quantitats de diners entre 10.000 i 80.000 pessetes, i un cotxe, recorrent totes les pantalles per ordre.
Al concursant se li donaria un polsador i se'l posaria d'esquena al panell. Devia, guiant-se per la seva intuïció i sense mirar a les pantalles, prémer el botó en el moment oportú per a detenir-les, i guanyaria el premi que estigués reflectit en la pantalla central. Podia ser la xifra econòmica o el cotxe.

### El tauler de la sort
Aquest era un joc de consolació per als concursants que fallaven una prova després de perdre tots els comodins, i que per tant ni guanyaven el premi triat ni optaven al cotxe de la forma habitual. Tanmateix es va fer més famós per "la trucada immediata", per la qual el programa telefonava a casa d'un espectador que prèviament hagués enviat una postal triada per sorteig. Hi havia dues trucades immediates al dia, per tant dues vegades al dia com a mínim apareixia el tauler de la sort.
En un gran tauler de 64 caselles dividides en 8 columnes de l'A a l'h i 8 files de l'1 al 8 (en els primers mesos, el tauler només tenia 6 files, i la numeració era a l'inrevés, les files de l'A a la F i les columnes de l'1 al 8, per tant 48 caselles), el concursant havia d'obrir tres caselles. Darrere hi havia diversos premis en metàl·lic que anaven entre 25.000 i 100.000 pessetes. Una de les caselles a tot el tauler amagava un cotxe. Una vegada obertes les tres caselles, hi guanyaria tot el contingut.
En l'etapa que va donar principi el 15 de gener de 1990 també hi havia caselles amb el logo del programa, que a més de donar-li 200.000 pessetes, permetien obrir una casella extra. Les caselles romanien obertes programa rere programa i les tancades no canviaven la seva situació fins que sortís el cotxe, moment en el qual es posava un tauler nou (si un concursant aconseguia el cotxe en la primera o segona tirada, se li permetia obrir les caselles que li quedessin per a completar la seva jugada abans de canviar el tauler). A l'haver amb cada jugada cada vegada més caselles obertes, les caselles per descobrir eren cada vegada menys i, per tant, la possibilitat de guanyar el cotxe anava en augment amb el pas de les jugades.

## Premis
Julia Otero va rebre el Premi TP d'Or 1988 corresponent a la categoria de Millor Presentadora de TV per la seva labor al capdavant del programa.

## Logotips
El programa ha tingut dos logotips. El primer d'ells es va utilitzar en els primers mesos del programa, i és el nom del programa en lletres daurades amb una lleugera inclinació tridimensional i amb les lletres formant una escala descendent, el 3 en la part superior, la X en la part central, i el 4 en la part inferior.
En els últims mesos de Julia Otero, el logotip es va renovar, utilitzant-se un disseny innovador i molt apropiat en aquella època. Es va usar un 3 utilitzant un triangle en la seva part superior i els colors bàsics vermell, blau i groc estaven presents en cada part del logo (en la "X" i el 4). El logotip va ser un recurs que es va usar per a decorar el plató.